# Chiromantis vittatus
Chiromantis vittatus är en groddjursart som först beskrevs av George Albert Boulenger 1887.  Chiromantis vittatus ingår i släktet Chiromantis och familjen trädgrodor. IUCN kategoriserar arten globalt som livskraftig. Inga underarter finns listade i Catalogue of Life.